# Matthias Koeberlin

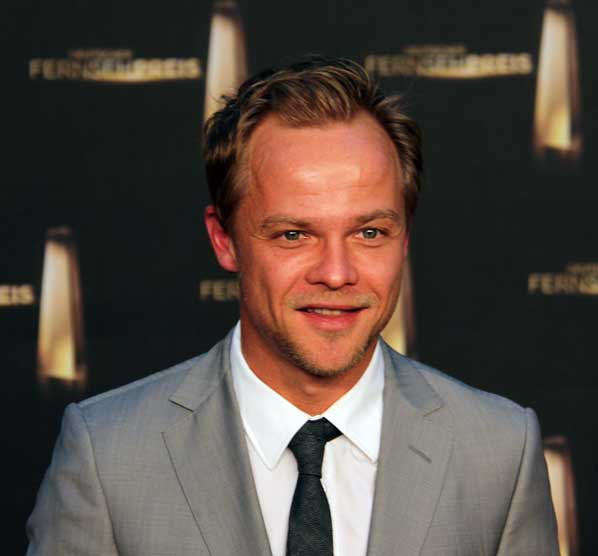
Matthias Koeberlin beim Deutschen Fernsehpreis 2012

Matthias Koeberlin (* 28. März 1974 in Mainz) ist ein deutscher Schauspieler sowie Hörspiel- und Hörbuchsprecher. Seinen Durchbruch hatte er 2002 in der actionreichen Hauptrolle des Archäologie-Studenten Steffen Vogt im Sci-Fi-Abenteuerfilm Das Jesus Video. Einem breiten Fernsehpublikum wurde er durch seine Hauptrollen in den Krimireihen Kommissar Marthaler und Die Toten vom Bodensee bekannt.

## Leben

### Privates, Ausbildung und Theater
Matthias Koeberlin, Sohn eines Landarztes und einer Hausfrau, verbrachte einen Teil seiner Jugend mit seinem Bruder und seiner Schwester in Kriegsfeld (Rheinland-Pfalz). Nach dem Abitur leistete Koeberlin Zivildienst, bevor er von 1994 bis 1998 seine Schauspielausbildung an der Hochschule für Film und Fernsehen „Konrad Wolf“ in Potsdam-Babelsberg absolvierte. Er spielte nach Abschluss seiner Schauspielausbildung am Hans-Otto-Theater und später auch am Deutschen Theater Berlin (Baracke) und am Maxim-Gorki-Theater. Koeberlin war mit einer Maskenbildnerin verheiratet und hat mit ihr einen gemeinsamen Sohn. Er lebte mit seiner Familie in Köln und zog nach Vorarlberg auf die österreichische Seite des Bodensees. Anfang 2025 machte er seine Scheidung nach 17 Jahren Ehe öffentlich.

### Film und Fernsehen
Koeberlin stand 1997 für die Tatort-Episode Fürstenschüler des Ermittlerduos Ehrlicher und Kain als Schüler Gideon Halbe an der Seite von Peter Sodann und Alexandra Maria Lara, die seine Filmschwester spielt, erstmals vor der Kamera und gab in dieser Rolle im Mai 1998 sein Fernsehdebüt. Im November selben Jahres war er neben Götz George und Suzanne von Borsody als drogenabhängiger Uwe Herstein in der Schimanski-Folge Rattennest. In der ARD-Krankenhausserie In aller Freundschaft gehörte er ab 1999 für 35 Folgen in der Rolle des Sebastian Maier, dem Sohn der von Joachim Kretzer gespielten Serienhauptrolle Dr. Achim Kreutzer, zur Stammbesetzung. Nach seinem Ausstieg aus der Serie sah man ihn im selben Jahr in einer der Hauptrollen als Robert Boldt, der Rache für den zehn Jahre zurückliegenden Fahrerflucht-Tod seines fünfjährigen Bruders sucht, in der Krimireihe Polizeiruf 110 an der Seite von Jaecki Schwarz und Peter Sattmann in der Folge Mordsfreunde des Ermittlerduos Schmücke und Schneider.
Seine erste Hauptrolle übernahm er zur Jahrtausendwende an der Seite von Stefanie Stappenbeck die männliche Titelrolle des Ben Raabe in Uwe Jansons Fernsehfilm Ben und Maria – Liebe auf den zweiten Blick. Für seine dortige schauspielerische Leistung wurde er mit dem Günter-Strack-Fernsehpreis ausgezeichnet. Ebenfalls 2000 war er neben Edgar Selge, Dennenesch Zoudé und Gaby Dohm in der Rolle des Bastian in dem Fernsehdrama Verzeih mir zu sehen.
Der Regisseur Constantin Costa-Gavras besetzte Koeberlin 2002 im vielfach ausgezeichneten Kinofilm Der Stellvertreter in der Gastrolle eines jungen Offiziers neben Ulrich Tukur, Ulrich Mühe, Justus von Dohnányi und Sebastian Koch. Seinen Durchbruch hatte er in der actionreichen Hauptrolle des Archäologie-Studenten Steffen Vogt im Sci-Fi-Abenteuerfilm Das Jesus Video nach dem Romanbestseller von Andreas Eschbach.
2004 sah man ihn in der Hauptrolle des Alex neben Natalia Wörner im prämierten TV-Drama Experiment Bootcamp.
Um möglichst bald wieder auf freiem Fuße zu sein und seine Mutter und seine kleine Schwester Lena vor dem tyrannischen Vater zu schützen, nimmt Alex ein ungewöhnliches Angebot an: 120 Tage im Boot-Camp statt vier Jahre Haft. Strenge Regeln, Erniedrigungen und brutaler körperlicher Drill machen das Leben im Camp zur Hölle.
Unter der Regie von Hartmut Schoen verkörperte Matthias Koeberlin 2005 in Der Grenzer und das Mädchen neben Axel Prahl die Co-Hauptrolle des jungen, aber harten und karriereorientierten Grenzoffiziers Walter Rathke. Der Film erhielt 2006 eine Nominierung für den Adolf-Grimme-Preis.
2006 verkörperte Koeberlin im Actiondrama Tornado – Der Zorn des Himmels den ebenso mutigen wie querköpfigen Jung-Meteorologen Jan Berger. Jan versucht mit allen Mitteln, Berlin vor einem herannahenden Tornado zu warnen. Als man ihm endlich glaubt, ist es bereits zu spät. Das Kinomagazin kino.de nannte seine Darstellung „als Actionheld ebenso sympathisch wie überzeugend.“ 2007 erhielt Matthias Koeberlin für diese Rolle den Deutschen Fernsehpreis als bester deutscher Schauspieler.
Ebenfalls 2007 gehörte er in der Rolle des Giuliano della Rovere unter der Regie von Christoph Schrewe zum Personal der internationalen Co-Produktion Das Konklave.
Für seine Darstellung des Robert Ziegler in der Fernsehserie Kinder, Kinder erhielt er 2007 den Deutschen Comedypreis.
Erneut um ein archäologisches Thema drehte sich 2007 der Film Der geheimnisvolle Schatz von Troja. An der Seite von Heino Ferch und Mélanie Doutey verkörperte Matthias Koeberlin den Tunnelbauexperten Lars Bernsson, der von der Regierung als Spitzel in die archäologische Grabung eingeschleust, zwischen Loyalität zum Ausgrabungsleiter und Regierungsauftrag zu entscheiden hat.
Von 2008 bis 2010 übernahm Koeberlin in der ZDF-Krimireihe Lutter an der Seite von Joachim Król die Rolle des Kriminaloberkommissars Michael Engels. 2008 spielte er neben Hans-Werner Meyer die Hauptrolle des loyalen Freundes Micha Schell im SAT.1-Zweiteiler Wir sind das Volk. Micha verlor seinen Bruder Matthis bei einem Fluchtversuch an der Mauer. 1989 nimmt er die Protestkundgebungen in der DDR auf Video auf und schmuggelt das Material in den Westen zu dem Fernseh-Reporter Andreas, dem die Flucht gelang. Die Videodokumentation der Proteste in Leipzig kann ihn Freiheit und Leben kosten.
2009 spielte Matthias Koeberlin in dem von RTL produzierten Katastrophenfilm „Vulkan“ einer der Hauptrollen. Er verkörperte den Feuerwehrmann Michael Gernau, der in seiner Heimat, in dem fiktiven Eifelort „Lorchheim“, einen Vulkanausbruch erlebt und infolgedessen um das eigene Überleben und das der anderen Dorfbewohner kämpft.
2010 sah man Koeberlin in Dani Levys Kinofilm Das Leben ist zu lang in der Rolle eines nassforsch-dynamischen RTL-Fernsehserien-Produzenten. In der deutsch-britischen Koproduktion des Weltkriegs-Dramas um die Torpedierung der britischen Laconia (2011) durch ein deutsches U-Boot spielte er neben Ken Duken, Thomas Kretschmann und Franka Potente den patent-nervenstarken Bordingenieur Rostau. In dem Fernsehfilm Die Schuld der Erben, einem Familiendrama um den Niedergang einer Hamburger Werften-Dynastie, übernahm er 2012 neben Otto Sander und Jürgen Prochnow die Rolle des Investigativjournalisten Bruno Fuhrmann. Fuhrmann vermutet Sabotage im Zusammenhang mit einer Tankerhavarie der Werft.
Von 2012 bis 2017 war Koeberlin in der Titelrolle der fünfteiligen ZDF-Krimireihe Kommissar Marthaler zu sehen. In der ARD-Weihnachtstragikomödie Stille Nächte spielte er 2014 an der Seite von Katharina Schüttler die Rolle des Georg, der seinen Eltern seit mehreren Jahren beim weihnachtlichen Besuch vormacht, noch mit Exfrau Rita zusammen zu sein. Seit 2014 verkörpert er in der vom ZDF verantworteten deutsch-österreichischen Kriminalfilmreihe Die Toten vom Bodensee die durchgehende Hauptrolle des aus Lindau stammenden Kriminalhauptkommissars Micha Oberländer mit wechselnden Spielpartnern wie Nora Waldstätten und Alina Fritsch. 2016 übernahm er in Böse Wetter – Das Geheimnis der Vergangenheit, dem letzten Film mit Götz George, die männliche Hauptrolle des Geophysikers Dr. Leonard Gehra. In der von Johannes Fabrick geschriebenen dreiteiligen ARD-Krimireihe Hartwig Seeler spielte er von 2019 an den titelgebenden Privatdetektiv.

### Hörbücher
Koeberlin liest regelmäßig Hörbücher ein, so zum Beispiel von Marc Levy: Kinder der Hoffnung und Wo bist du? und von Richard Montanari Lunatic, Mefisto und Crucifix oder von Clive Barker Agonie der Städte und Die Bücher des Blutes Teil 1–3. 2014 las er Der Jesus-Deal (Das Jesus Video 2) von Andreas Eschbach als Hörbuch ein.
2008 verkörperte er für den WDR in einer zwölfteiligen Karl-May-Hörspielproduktion von Walter Adler neben Sylvester Groth als Kara Ben Nemsi den Part des getreuen Hadschi Halef Omar. Im selben Jahr sprach er, neben Volker Lechtenbrink und Udo Schenk, in dem beim Hörverlag erschienenen Hörspiel Das zweite Königreich die Rolle des Caedmon of Helmsby.
In dem Computerspiel Company of Heroes von 2006 lieh er der deutschen Pioniereinheit seine Stimme.

## Filmografie

### Kino
- 2001: Julietta
- 2002: Der Stellvertreter (Amen.)
- 2006: Das Konklave (The Conclave)
- 2010: Das Leben ist zu lang
- 2011: Bastard
- 2013: Systemfehler – Wenn Inge tanzt
- 2014: Wir machen durch bis morgen früh
- 2015: Im Spinnwebhaus
- 2020: Enkel für Anfänger
- 2024: Die Schule der magischen Tiere 3

### Fernsehen

#### Fernsehfilme
- 2000: Ben & Maria – Liebe auf den zweiten Blick
- 2001: Babykram ist Männersache
- 2001: Die zwei Leben meines Vaters
- 2002: Die Rückkehr
- 2002: Das Jesus Video (Zweiteiler)
- 2002: Liebesau – Die andere Heimat (Vierteiler)
- 2003: Schwer verknallt
- 2004: Experiment Bootcamp
- 2005: Der Grenzer und das Mädchen
- 2006: Tornado – Der Zorn des Himmels
- 2006: Deutschmänner
- 2006: Meine Tochter, mein Leben
- 2007: Der geheimnisvolle Schatz von Troja
- 2007: Meine böse Freundin
- 2007: Mein Mörder kommt zurück
- 2008: Wir sind das Volk – Liebe kennt keine Grenzen (Zweiteiler)
- 2009: Zwölf Winter
- 2009: Vulkan
- 2009: Dutschke
- 2010: Racheengel – Ein eiskalter Plan
- 2011: Laconia (The Sinking of the Laconia) (Zweiteiler)
- 2011: Restrisiko
- 2011: Für kein Geld der Welt
- 2011: In den besten Jahren
- 2012: Die Schuld der Erben
- 2012: Alleingang
- 2012: Vom Traum zum Terror – München 72
- 2012: Der Klügere zieht aus
- 2013: Der Feind in meinem Leben
- 2013: Der Minister
- 2013: Robin Hood
- 2013: Tod an der Ostsee
- 2014: In gefährlicher Nähe
- 2014: Stille Nächte
- 2016: Neid ist auch keine Lösung
- 2016: Böse Wetter – Das Geheimnis der Vergangenheit
- 2017: Der Polizist, der Mord und das Kind
- 2018: Angst in meinem Kopf
- 2018: Du bist nicht allein
- 2018: Pauls Weihnachtswunsch
- 2021: Nestwochen
- 2021: Mord in der Familie – Der Zauberwürfel (Zweiteiler)
- 2023: Gäste zum Essen

#### Fernsehserien und -reihen
- 1998: Tatort: Fürstenschüler
- 1998: Schimanski: Rattennest
- 1998–1999: In aller Freundschaft (25 Folgen)
- 1999: Polizeiruf 110: Mordsfreunde
- 2000: Polizeiruf 110: Verzeih mir
- 2000: Tatort: Quartett in Leipzig
- 2002: Tatort: Schatten
- 2005: Ein starkes Team: Ihr letzter Kunde
- 2005: Vier Frauen und ein Todesfall (Folge Liebessumpf)
- 2007: Sperling und die kalte Angst
- 2007: Kinder, Kinder (9 Folgen)
- 2007: Einsatz in Hamburg – Die letzte Prüfung
- 2008: SOKO Leipzig (Folge Auf dem Kriegspfad)
- 2008: Tatort: Verdammt
- 2008–2010: Lutter (4 Folgen)
  - 2008: Blutsbande
  - 2008: Toter Bruder
  - 2009: Mordshunger
  - 2010: Rote Erde
- 2009: Tatort: Häuserkampf
- 2010: Kommissar Stolberg (Folge Familienbande)
- 2011: Go West – Freiheit um jeden Preis (2 Folgen)
- 2011: Spreewaldkrimi: Die Tränen der Fische
- 2012–2017: Kommissar Marthaler → siehe Besetzung
- 2012: Das Duo: Der tote Mann und das Meer
- 2012–2014: Danni Lowinski (5 Folgen)
- seit 2014: Die Toten vom Bodensee → siehe Besetzung
- 2015: Gottlos – Warum Menschen töten (Folge Die Auslöschung)
- 2016: Ein starkes Team: Geplatzte Träume
- 2017: Charité (6 Folgen)
- seit 2019: Hartwig Seeler
  - 2019: Gefährliche Erinnerung
  - 2021: Ein neues Leben
  - 2022: Im Labyrinth der Rache
- 2019: Skylines (6 Folgen)
- 2021: Helen Dorn: Wer Gewalt sät
- 2024: Ostfriesenkrimis – Ostfriesennacht

## Hörspiele und Hörbücher (Auswahl)
- 2004: Agnieszka Lessmann: Cobains Asche – Regie: Walter Adler (SWR)
- 2004–2005: Otherland
- 2005: Karlheinz Koinegg: Ritter Artus und die Ritter der Tafelrunde (Sir Gawain) – Regie: Angeli Backhausen (Kinderhörspiel (6 Teile) – WDR)
- 2006–2007: Hannibal Rising
- 2010: Die 13. Stunde
- 2011: Apocalypsis, Staffel 1
- 2011: Andreas Eschbach: Herr aller Dinge
- 2012: Apocalypsis, Staffel 2
- 2013: Andreas Eschbach: Todesengel
- 2014: Apocalypsis, Staffel 3
- 2014: Andreas Eschbach: Der Jesus-Deal (DE: Gold (Hörbuch-Award))[11]
- 2014: Donna Tartt: Der Distelfink
- 2014: Jan Seghers: Die Sterntaler-Verschwörung, Verlag: Aargon Hörbuch
- 2016: Andreas Eschbach: Teufelsgold
- 2017: Jan Seghers: Menschenfischer, Verlag: Argon Hörbuch
- 2018: Andreas Eschbach: Exponentialdrift Verlag: Lübbe Audio
- 2020: Andreas Eschbach: Eines Menschen Flügel Verlag: Lübbe Audio
- 2022: Andreas Eschbach: Freiheitsgeld
- 2022: Stuart Kummer und Edgar Linscheid: GRËUL, Staffel 1 (Fantasyhörspiel (8 Teile) – WDR)[12]
- 2022: Andreas Eschbach: Freiheitsgeld. Verlag: Lübbe Audio, ISBN 978-3-7857-8478-5 (ungekürzt: Audible)

## Auszeichnungen
- 2000: Günter-Strack-Fernsehpreis für Ben und Maria – Liebe auf den zweiten Blick
- 2007: Deutscher Fernsehpreis als Bester Schauspieler für Tornado – Der Zorn des Himmels
- 2007: Deutscher Comedypreis für Kinder, Kinder
- 2008: Deutscher Hörbuchpreis für The Glenn Gould Trilogy – Ein Leben